# Luke Bambridge
Luke Bambridge (nacido el 21 de enero de 1995) es un tenista británico.
Ganó la Copa Davis junior de 2011 después de vencer a Italia en la final en San Luis Potosí, México. Entrenado por Greg Rusedski.

## Títulos ATP (3; 0+3)

### Dobles (3)
| Leyenda                         |
| Grand Slam (0)                  |
| ATP Wourld Tour Finals (0)      |
| ATP Masters 1000 World Tour (0) |
| ATP World Tour 500 series (0)   |
| ATP World Tour 250 series (3)   |

| N.º | Fecha                 | Torneos    | Superficie | Pareja        | Oponentes en la final         | Resultado   |
| --- | --------------------- | ---------- | ---------- | ------------- | ----------------------------- | ----------- |
| 1.  | 29 de junio de 2018   | Eastbourne | Hierba     | Jonny O'Mara  | Ken Skupski Neal Skupski      | 7-5, 6-4    |
| 2.  | 21 de octubre de 2018 | Estocolmo  | Dura (i)   | Jonny O'Mara  | Marcus Daniell Wesley Koolhof | 7-5, 7-6(8) |
| 3.  | 18 de enero de 2020   | Auckland   | Dura       | Ben McLachlan | Marcus Daniell Philipp Oswald | 7-6(3), 6-3 |

#### Finalista (6)
| N.º | Fecha                 | Torneos      | Superficie        | Pareja            | Oponentes en la final             | Resultado        |
| --- | --------------------- | ------------ | ----------------- | ----------------- | --------------------------------- | ---------------- |
| 1.  | 5 de enero de 2019    | Pune         | Dura              | Jonny O'Mara      | Rohan Bopanna Divij Sharan        | 3-6, 4-6         |
| 2.  | 2 de marzo de 2019    | São Paulo    | Tierra batida (i) | Jonny O'Mara      | Federico Delbonis Máximo González | 4-6, 3-6         |
| 3.  | 5 de mayo de 2019     | Estoril      | Tierra batida     | Jonny O'Mara      | Jérémy Chardy Fabrice Martin      | 5-7, 6-7(3)      |
| 4.  | 10 de enero de 2020   | Doha         | Dura              | Santiago González | Rohan Bopanna Wesley Koolhof      | 6-3, 2-6, [6-10] |
| 5.  | 23 de febrero de 2020 | Delray Beach | Dura              | Ben McLachlan     | Bob Bryan Mike Bryan              | 6-3, 5-7, [5-10] |
| 6.  | 2 de mayo de 2021     | Estoril      | Tierra batida     | Dominic Inglot    | Hugo Nys Tim Puetz                | 5-7, 6-3, [3-10] |